# Kieran O'Reilly
Pour les articles homonymes, voir O'Reilly.
Kieran O’Reilly SMA, né à Cork le 8 août 1952, est un prélat catholique irlandais. Il devient successivement supérieur général de la Société des missions africaines, évêque de Killaloe puis archevêque de Cashel et Emly depuis novembre 2014.

## Biographie
Kieran O’Reilly naît à Cork dans le diocèse de Cork et Ross en 1952. En 1970, il entre au noviciat de la Société des missions africaines à Wilton, près de Cork. 
Il poursuit ensuite des études de philosophie et de théologie au St Patrick's College de Maynooth. En 1974, il obtient un Bachelor's degree en lettres, puis en théologie en 1977. En 1978, il est diplômé en études missionnaires. Il prononce son serment perpétuel le 10 avril 1977, au sein de la Société des missions africaines (SMA). Il est ordonné prêtre l'année suivante, le 17 juin 1978. 
Après son ordination, il est envoyé pour un service pastoral de deux ans au Libéria dans l'archidiocèse de Monrovia. En 1980, il est envoyé poursuivre des études à l'Institut biblique pontifical de Rome dont il sort en 1984 avec une licence en Écriture sainte. Il est aussitôt nommé professeur d'études bibliques au séminaire d'Ibadan au Nigéria.
De 1990 à 1995, Kieran O'Reilly est membre du conseil provincial de la province irlandaise de la SMA, basée à Cork. Il est élu vicaire général en mai 1995 et en 2001 devient supérieur général de la Société des missions africaines, dont le siège est basé à Rome.
Il est réélu pour un second mandat en 2007. 
Le pape Benoît XVI le nomme évêque de Killaloe le 18 mai 2010, en remplacement de Mgr William Walsh dont la démission pour raison d'âge est acceptée le même jour par Rome. La rapidité de sa nomination est remarquée, car il faut plusieurs mois normalement pour remplacer un évêque démissionnaire.
Il reçoit l'ordination épiscopale le 29 août 2010. Le P. Jean-Marie Guillaume lui succède à la SMA.
Le 29 mars 2014, à l'occasion de la confirmation du préfet de la Congrégation pour les instituts de vie consacrée et les sociétés de vie apostolique, il est nommé membre de cette congrégation par le pape François, et le 22 novembre suivant, il est transféré au siège métropolitain de Cashel et Emly.